# Antenne Landau
Antenne Landau ist ein privater Radiosender, der für Landau in der Pfalz und die Südpfalz sendet.
Antenne Landau ist Teil der lokalen Hörfunkkette The Radio Group, Eigentümer Stephan Schwenk, die 2008 durch eine Neuausschreibung von Radiofrequenzen der Landeszentrale für Medien und Kommunikation entstanden ist. Das Hörfunkprogramm mit regionalem und lokalem Bezug wird auf der UKW-Frequenz Landau 94,8 MHz ausgestrahlt, die vorher von Rockland Radio genutzt wurde.
Geschäftsführer der Antenne Lokalradios Pfalz GmbH, die die Sender Antenne Landau und Antenne Pfalz betreibt, sind Normann Küntzler und Achim Geißert. Die Studioleitung teilen sich Sophie Gareis und Tobi Rinker.
Tobi Rinker ist außerdem Moderator der Morningshow „Perfekt geweckt“. Weitere Moderatoren sind Dana Nolte, Theresa Bosse sowie Marco Blechschmidt. Seit Januar 2013 bereichert Radio-Urgestein Thomas Koschwitz das Team und moderiert samstags von 9 bis 12 Uhr die Show „Koschwitz zum Wochenende“.

## Belege
1. ↑  IMPRESSUM | Funkhaus Pfalz. In: www.antenne-landau.de. Archiviert vom Original am 25. Oktober 2017; abgerufen am 3. Dezember 2016.
2. ↑  Team | Funkhaus Pfalz. In: www.antenne-landau.de. Abgerufen am 3. Dezember 2016.
3. ↑  Thomas Koschwitz | Projekte. In: www.thomas-koschwitz.de. Archiviert vom Original am 25. Oktober 2017; abgerufen am 3. Dezember 2016.